# ゲルスフェルト (レーン)
ゲルスフェルト (レーン)（ドイツ語: Gersfeld (Rhön), ドイツ語発音: [ˈgɛrsfɛlt] ( 音声ファイル)）は、ドイツ連邦共和国ヘッセン州カッセル行政管区のフルダ郡に属す市である。本市はヘッセン州東部、レーン山地内に位置している。ゲルスフェルトは、「気候の良い保養地」として、あるいはクナイプ水浴の町として知られ、レーン生物圏保護区を通る遊歩道の起点であり、ウィンタースポーツの町でもある。南のハーダースヴァルトは、ヴィルトフレッケン練兵場の北部分にあたるため、大部分が立ち入り禁止となっている。

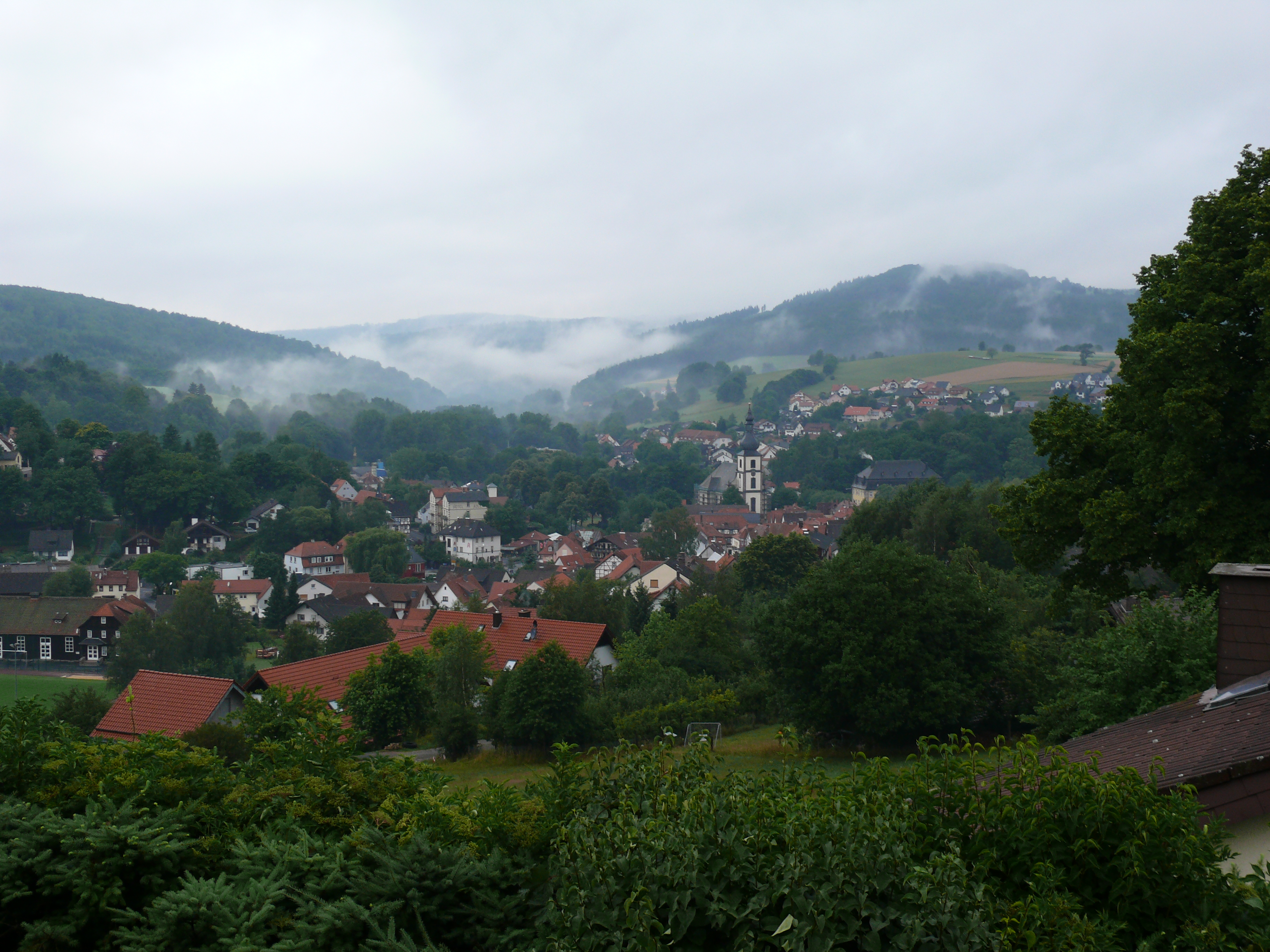
ゲルスフェルトの中心部

## 地理

### 位置
ゲルスフェルトは半円形に山に囲まれている。この山は、自然地域区分としてはホーエ・レーン山地に属しているため、町は2つの自然地域区分の境界上に位置していることになる。この保養地は、UNESCOのレーン生物圏保護区内を南西に向かって流れるフルダ川の谷に位置している。
市町村再編によって1971年/1972年に、アルテンフェルト、ダルヘルダ、ギーヒェンバッハ、ヘッテンハウゼン、マイアースバッハ、モスバッハ、オーベルンハウゼン、レンガースフェルト、ローデンバッハ、シュパールブロート、ロンマース、ザントベルク、シャッヒェンがゲルスフェルトに合併した。これらの地区の多くは谷底の辺縁部や、横谷との合流部に位置している。
この町の面積の1/3以上 (34.7 %) が草地を多く含む農業用地で、町内の中高度の多くを占めている。森林の占有率も高いが (37.9 %)、これは集落から比較的離れた斜面や高度の高い場所に限られている。

### 隣接する市町村
ゲルフェルトは、北はポッペンハウゼン、北東はエーレンベルク（ともにフルダ郡）、東はオーバーエルスバッハおよびビショフスハイム（バイエルン州レーン＝グラープフェルト郡）、南はヴィルトフレッケン（バイエルン州バート・キッシンゲン郡）、西はエーバースブルク（フルダ郡）と境を接している。

### 市の構成
本市は、市名の由来となったゲルスフェルトの他、12の市区から構成されている: アルテンフェルト、ダルヘルダ、ギーヒェンバッハ、ヘッテンハウゼン、マイアースバッハ、モスバッハ、オーベルンハウゼン、レンガースフェルト、ローデンバッハ、ロンマース、ザントベルク、シャッヒェン。また、市域内に廃村ザムパハがある。

## 歴史
ゲルスフェルトは、944年に Geraldisfeld として初めて文献に記録されている。その由来はシュネーベルク家にある。

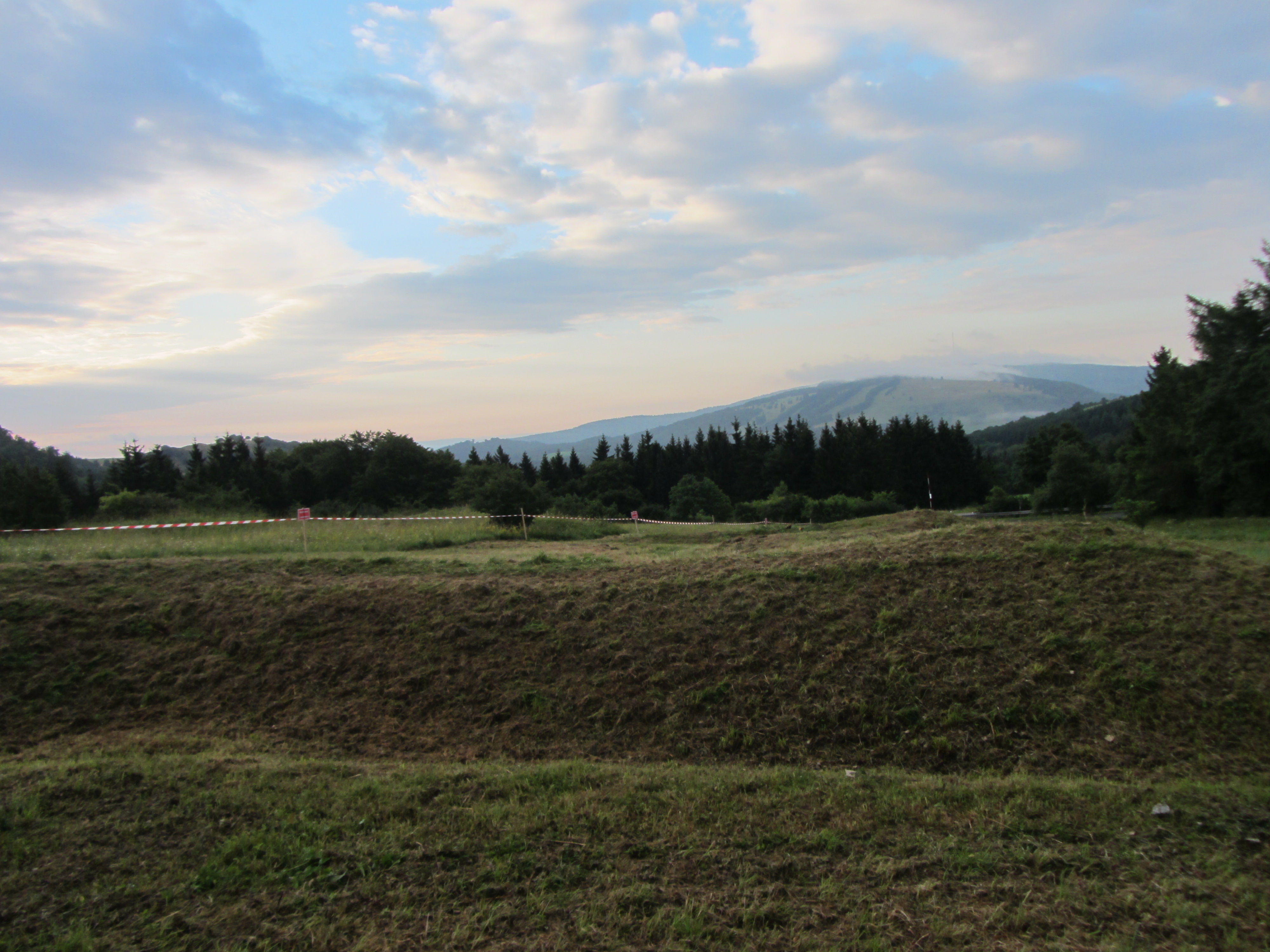
スウェーデン砦跡

### 中世
フルダは1059年にフルダ領となった。フルダ修道院院長ハインリヒ7世は、皇帝カール4世からゲルスフェルトに都市権・市場開催権を授ける許可を得た。しかしこの町には防衛施設は建設されていなかった。
強大なヴュルツブルクやフルダの所領の他に、中世後期からは小さな貴族家も比較的独立した独自の権力地域を設けていった。1402年と1428年にヴュルツブルク司教領は、元々フルダの村であったゲルスフェルトを、その水城とともに、フォン・エーバースベルク・ゲナント・フォン・ヴァイアー家にレーエンとして与えた。これによりゲルスフェルトはフルダの影響力から離れた。この貴族家は、宗教改革の過程で宗教的高権を主張して（カトリックである司教領から分離することで）その地域における高権を完全なものとし、独立の決定的な部分を獲得することができた。三十年戦争では、ビショフスハイムへの街道を監視するためにレースベルク山にスウェーデン砦とも呼ばれる防衛施設が設けられた。

### 近世
本市は1656年に帝国騎士のフォン・エーベースベルク家およびフォン・シュタイナウ・ゲナント・シュタインリュック家の下で、フルダの領主権下から完全に離れ、皇帝直轄地となった。かつての帝国騎士領として、ゲルスフェルトと現在この市に属す周辺地域は、現在に至るまで、主にカトリックの地域にありながら福音主義の信仰を保っている。アルテンフェルト、ゲルスフェルト (レーン)、キッペルバッハ、マイアースバッハ、モスバッハ、オーベルンハウゼン、ローデンバッハ、ロンマース、ザントベルク、シャッヒェンがゲルスフェルトの支配下に属していた。エーバースブルク領主家は、おもに財政上の理由から、近世、16世紀から17世紀におけるゲルスフェルト周辺の再開発に決定的な役割を担った。これに対して、18世紀から19世紀には新たな村の建設はほとんど行われなかった。成長した集落の、わずかな拡大と密集化が起こっただけであった。この居住地の姿と組織に決定的な影響を及ぼしたのは、1756年と1814年の大火をはじめとする、現在の市域で発生した数多くの火災であった。1756年の大火では、233棟の建物が破壊された。
1803年の帝国代表者会議主要決議に基づき聖界諸侯領が世俗化され、何度も領主が変更された後（1810年からフランクフルト大公国領）、1816年に旧フルダ修道院領はヘッセン選帝侯国に属すこととなった。しかし、ゲルスフェルトはバイエルン王国領となり、地方裁判所の所在地となった。1866年の普墺戦争後、プロイセン王国はヘッセン選帝侯国（したがってレーン山地のヘッセン部分も）を併合した。1866年8月22日にベルリンで締結されたプロイセン王国とバイエルン王国との間の和平条約でバイエルンはゲルスフェルトとオルプをプロイセンに譲渡した。この地域は数年後に新設されたヘッセン＝ナッサウ州に編入された。ゲルスフェルトは新しいゲルスフェルト郡の郡庁所在地となった。
レーン鉄道は1888年にフルダ - ゲルスフェルト間を初めて運行した。東西ドイツ国境に位置することから、1990年までこの町は経済的に不利な立地にあった。州の国境周辺地域振興政策はわずかな調整にしかならなかった。国境開放後の現在も、レーン山地はヘッセン州、テューリンゲン州、バイエルン州の3つの州の州境にある。

### 市町村合併
ヘッセン州の地域再編に伴い、1970年12月31日にそれまで独立していた町村モスバッハ、レンガースフェルト、ローデンバッハ、ロンマース、ザントベルクがゲルスフェルト市に合併した。1971年12月31日、アルテンフェルト、ギーヒェンバッハ、ヘッテンハウゼン、マイアースバッハ、オーベルンハウゼン、シャッヒェンがこれに加わった。ダルヘルダは、1972年8月1日の州法発効により合併した。

### 地域分離
1972年8月1日、当時の人口約50人の地域（ギーヒェンバッハの耕牧地）が隣接するエーバースブルクに分離された。

### 地名
1350年頃に Geroldiesfeldt と表記されたゲルスフェルトは、Gerisa と -feld（古高ドイツ語: feld =「開けた、森に覆われていない土地」）からなる、入植地に多く見られる地名である。これは集落の形成が8世紀または9世紀であることを示している。1036年に川の名前として、Gēraha と記されている。この -ahe (-aha) は -au（川辺の草地）のバリアントである可能性がある。これは後のゲルスフェルダー・ヴァッサー（フルダ川）を指している。元の川の名前は失われたが、集落の名前として残った。

## 住民

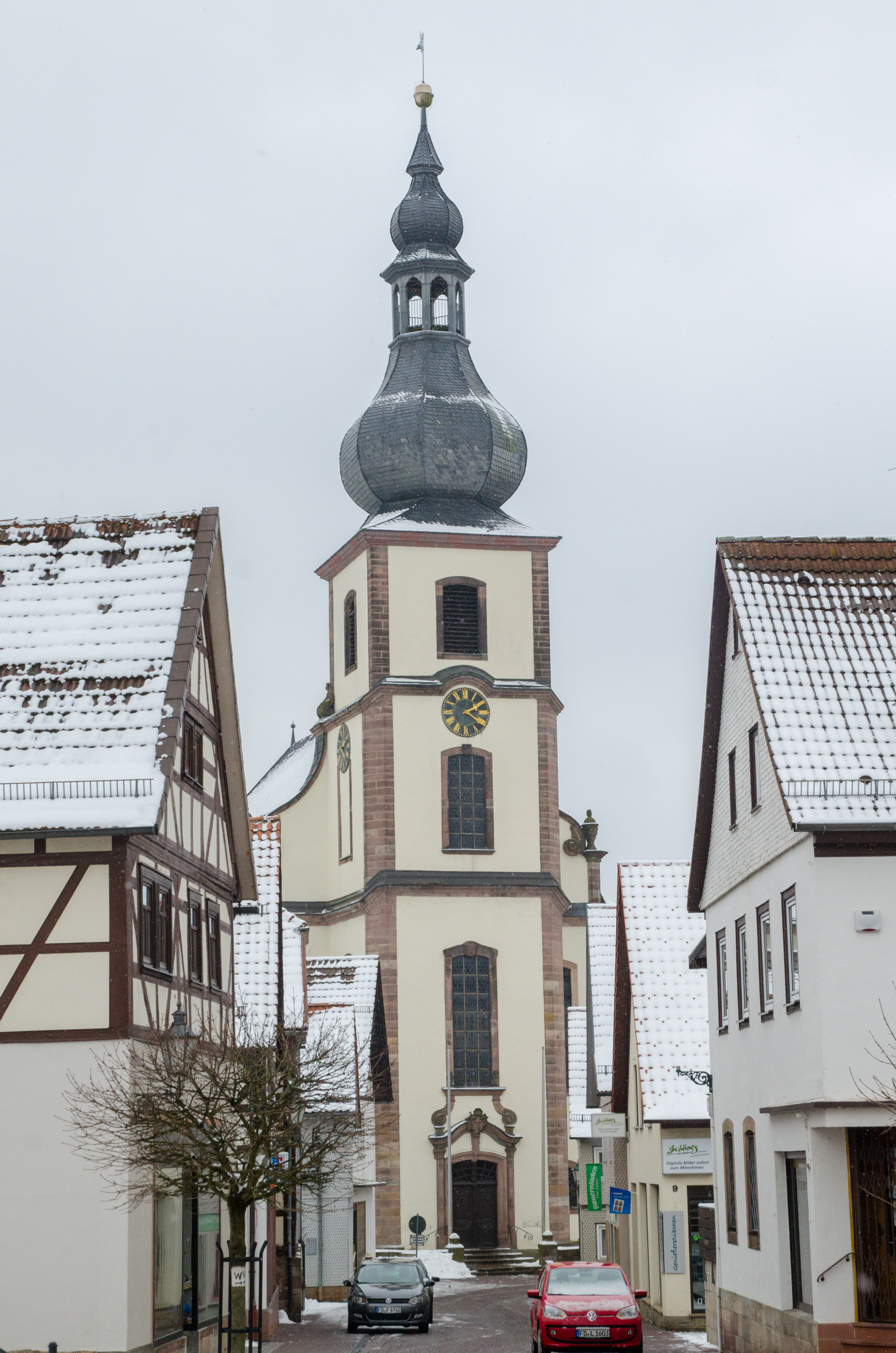
ゲルスフェルトの福音主義教会

### 宗教
福音主義: ゲルスフェルト福音主義ルター派教会はゲルスフェルト、マイアースバッハ、シャッヒェン、オーベルンハウゼン、ザントベルク、モスバッハ、ローデンバッハ、レンガースフェルトを管轄している。
カトリック: 聖マリア被昇天教区教会と、マイアースバッハ地区のヴァハトキュッペルの麓にある聖ヴェンデリヌス支教会を有するゲルスフェルト・ローマ＝カトリック教会は、フルダ司教区に属している。この教会は、1938年に移転するまでのキッペルバッハを含め、大多数を福音主義が占める自治体ゲルスフェルト全域を管轄している。

## 行政

### 議会
ゲルスフェルトの市議会は、31議席で構成されている。

### 首長
2014年9月10日からシュテフェン・コレル (CDU) がゲルスフェルト市の市長を務めている。
歴代市長:
- 2012年まで: マルギット・トリッティン (SPD)
- 2012年 - 2014年: ペーター・ヴォルフ (FDP)
- 2014年 - : シュテフェン・コレル (CDU)

### 紋章
ゲルスフェルト市の紋章は、39枚の葉をつけたセイヨウボダイジュの木である。その根は、土台を貫いて地中に伸びている。このデザインの背景は、1866年まで町の集会が村のセイヨウボダイジュの木の下で行われていたという事実にある。木はこの街の住民を、壁の土台は1359年に授けられた都市権を、根はこの街の住民の安定と定着とを象徴している。

### 姉妹都市
- ベルガルド (ガール県)（フランス語版、英語版）（フランス、ガール県）2001年

## 文化と見所

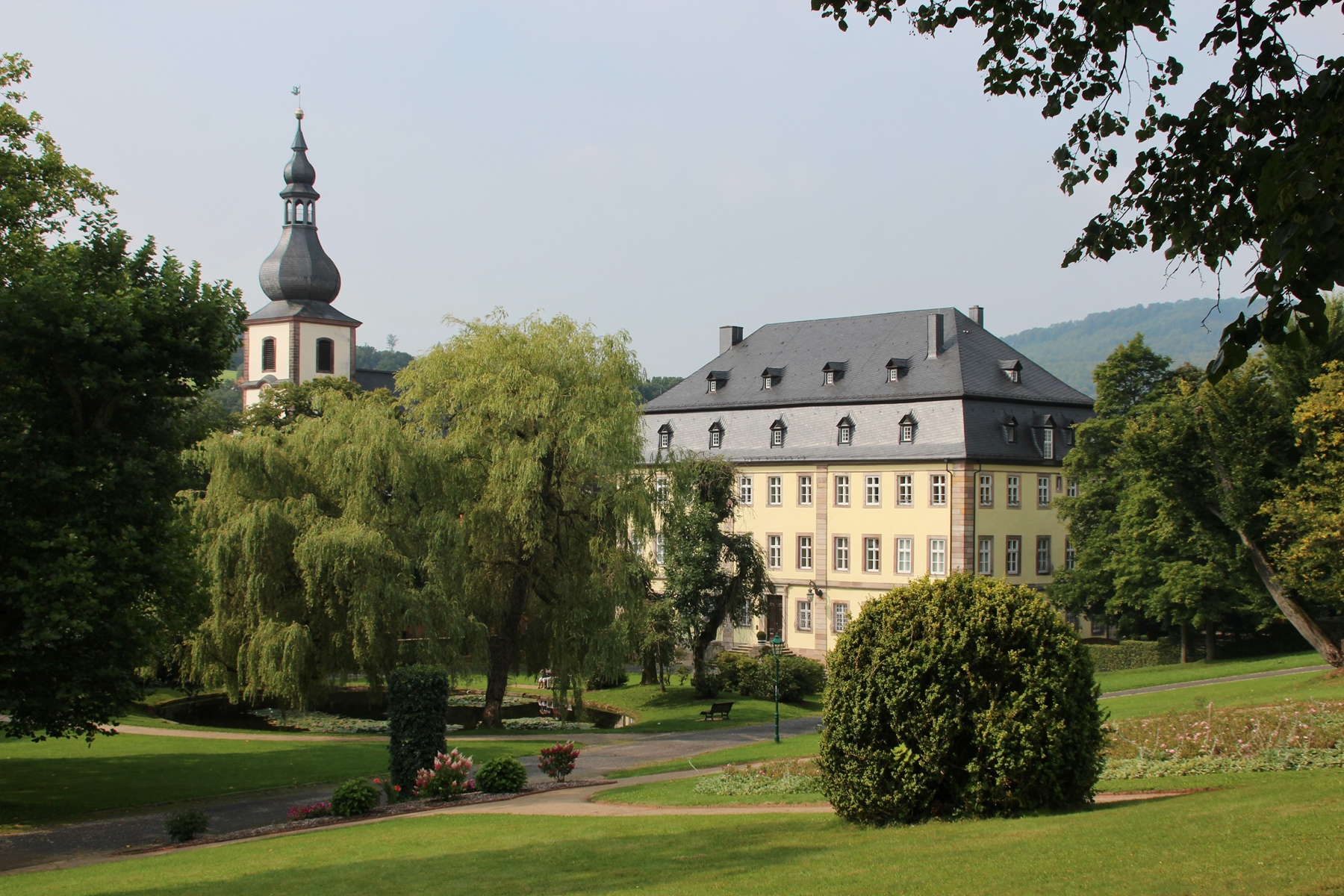
バロックシュロス（ウンテレス・シュロス）。背後の塔は福音主義教会

### 見所
- マルクト広場沿いに17世紀から18世紀の木組み建築群が並ぶ。
- 福音主義ルター派の教区教会（バロック教会）は1778年にカスパー・ハイムによって設計され、1780年から1788年にブリュッケナウ（ドイツ語版、英語版）の建築家リンクによって建設された。ラウターバッハやエアバッハの教会とならび、ヘッセンにおける18世紀後半の最も重要な福音主義教会の1つである[11]。
- オーベレス・シュロス（直訳: 上の城館）は12世紀に水城として建設され、1486年から1493年に城館に改築された[12]。この建物は城館公園の東端にある。
- ミットレーレス・シュロス（直訳: 中間の城館）は、1560年にその起源となる建物が建設された[13]。この建物は長年にわたって領主の裁判所および牢獄として利用された。
- バロックシュロス（別名: ウンテレス・シュロス（直訳: 下の城館）またはゲルベス・シュロス（直訳: 黄色い城館））は1740年に建設された城で、城館公園の南端に位置する[14]。この城はかつてはエーバースベルク家の居館であり、1903年からヴァルトハウゼン家の所有となっている。1996年から2000年までコンスタンティン・フォン・ヴァルトハウゼンによって修復がなされ、これ以後居館、オフィス、催事目的に利用されている。
- 小高くなっている城館公園北部のパークヴィラは1908年にブルーの・フォン・ヴァルトハウゼンによってネオバロック様式の豪華な様式で建設され、1995年からは民間のクリニックとなっている[15][16]。
- 城館公園内に1907年に簡素なネオバロック様式で建設されたゲルスフェルト乗馬ホール（現在の市立ホール）は、集成材を使用した開放的な天井構造で有名である。
- ゲルスフェルト鳥獣園は、市の中心部から南東約 1 km のエーレングルントタールに位置している。50 ha の敷地内には、主にヨーロッパの野生動物が飼育されている[17]。
- レーン山地の最高峰ヴァッサークッペは、ゲルスフェルトの北約 5 km にそびえている。この山には、ドイツ滑空博物館がある[18]。

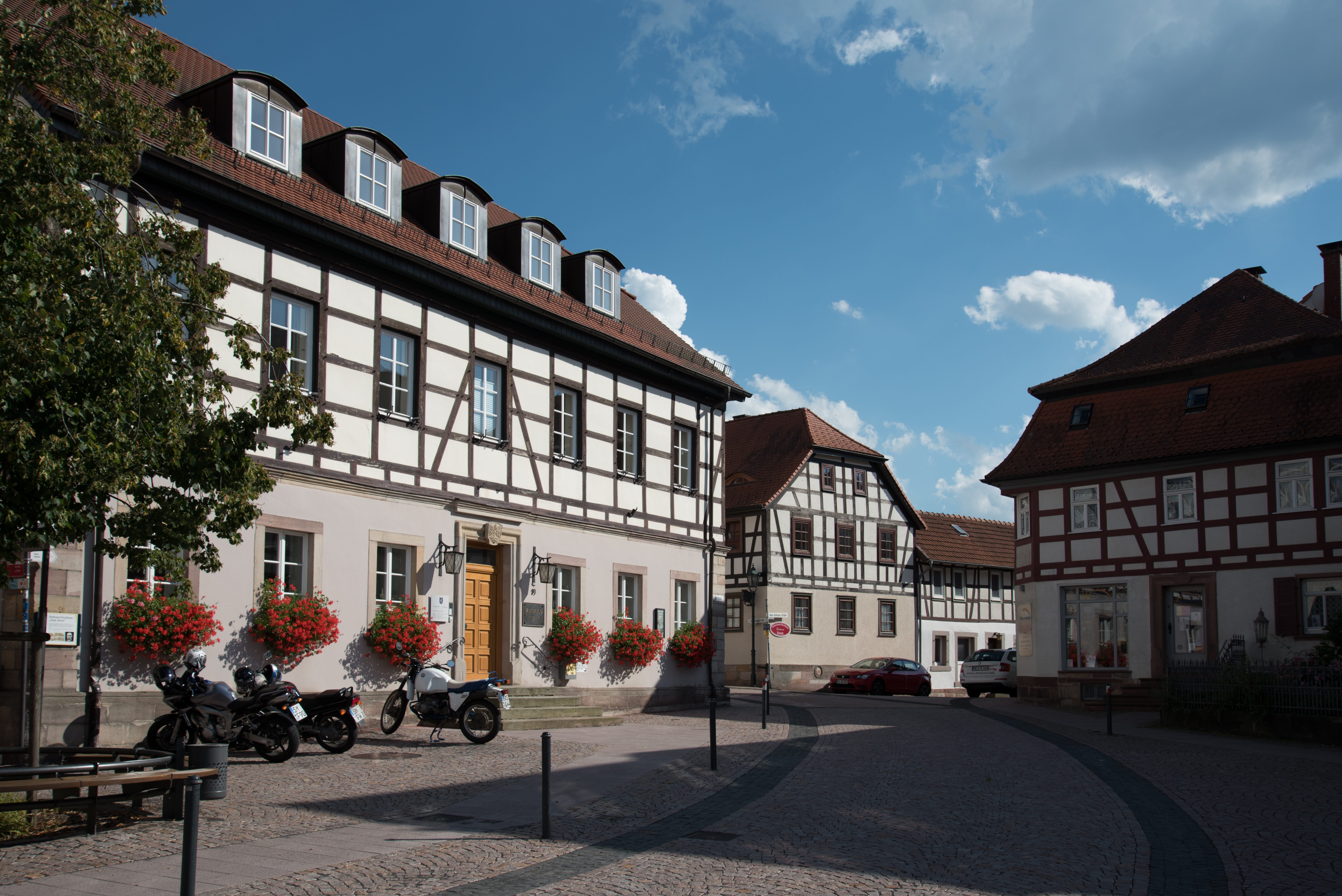
マルクト広場通りからアメルング通りの木組み建築群
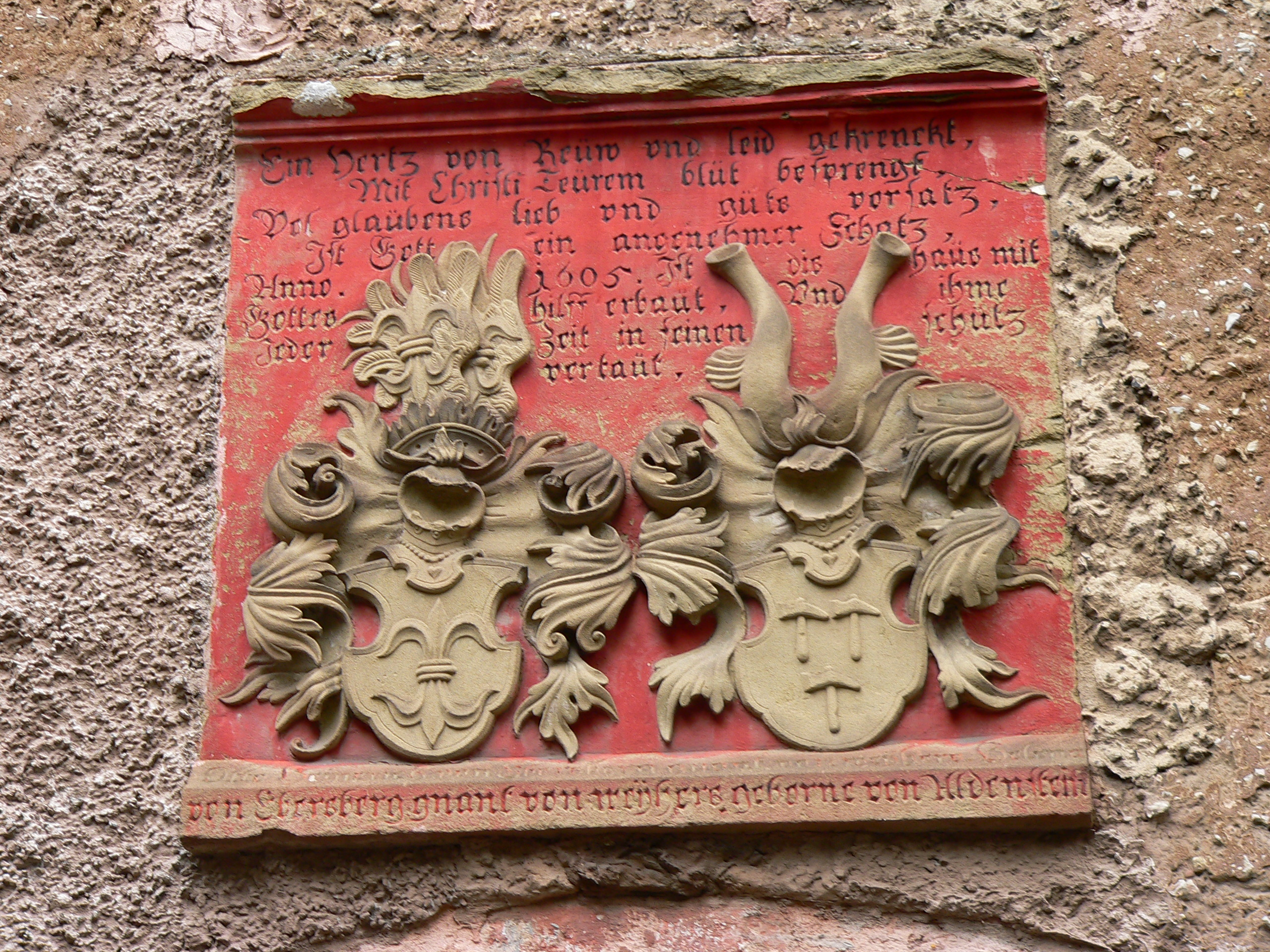
オーベレス・シュロスの紋章レリーフ
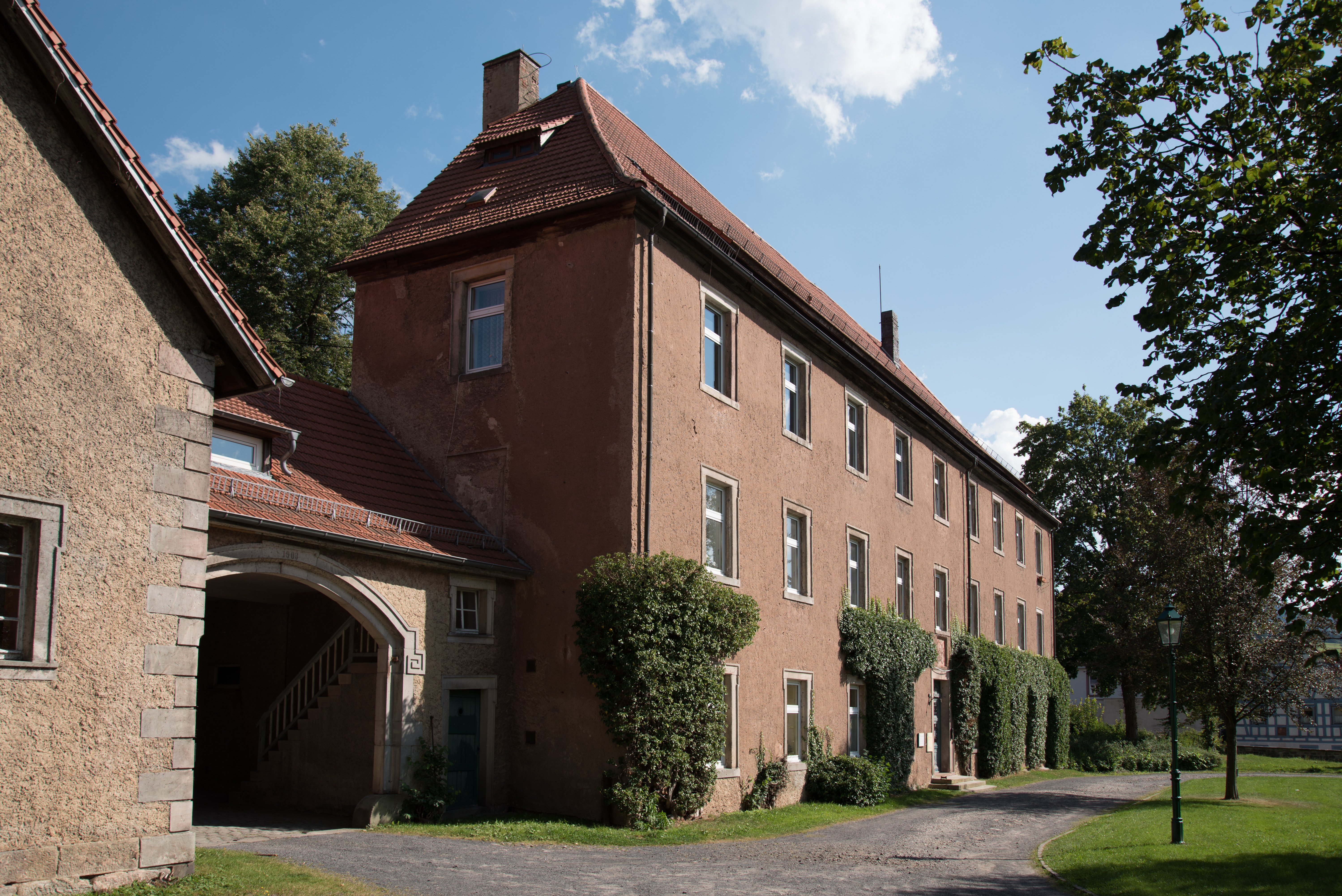
ミッテレス・シュロス
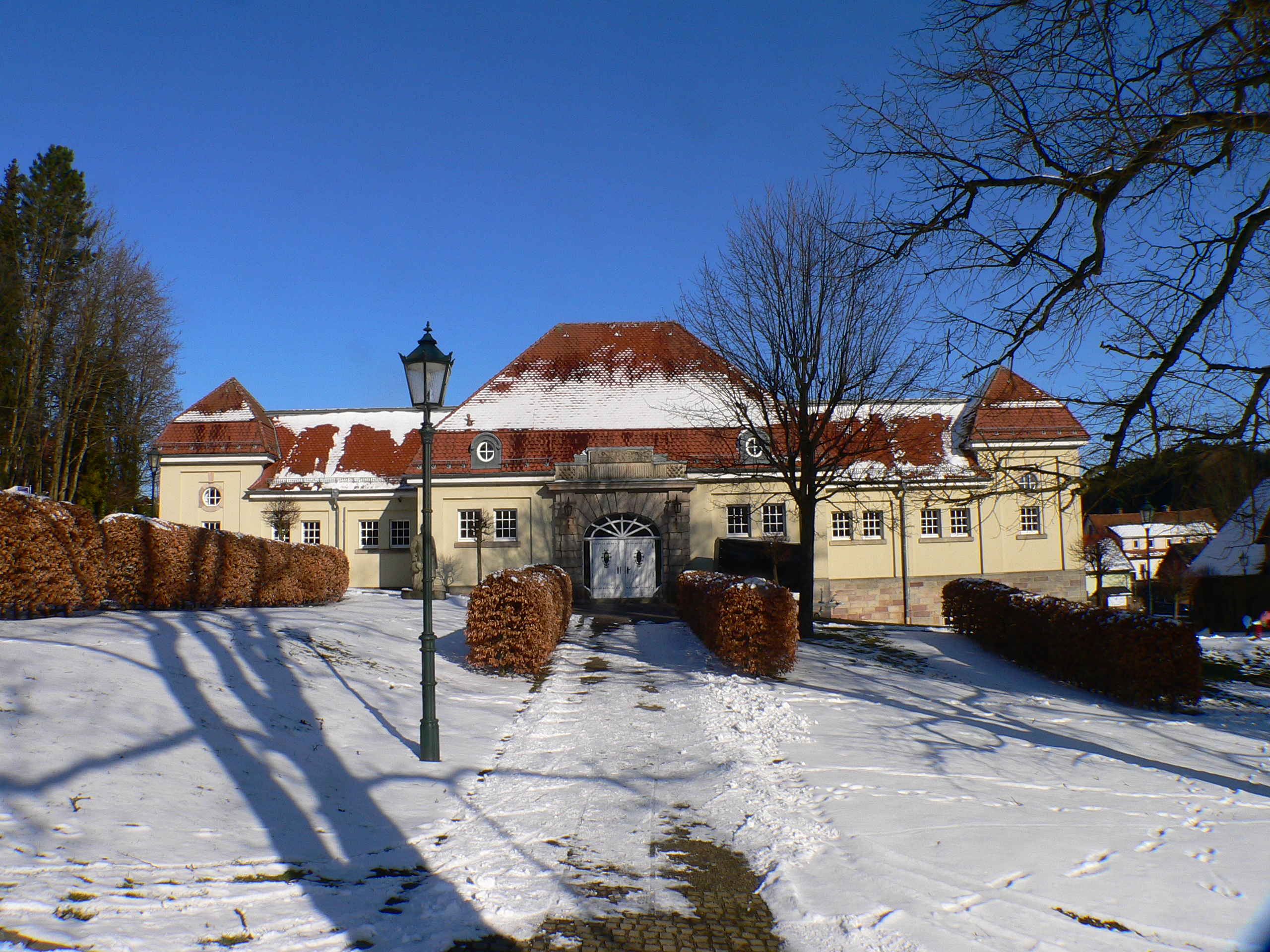
ゲルスフェルト乗馬ホール
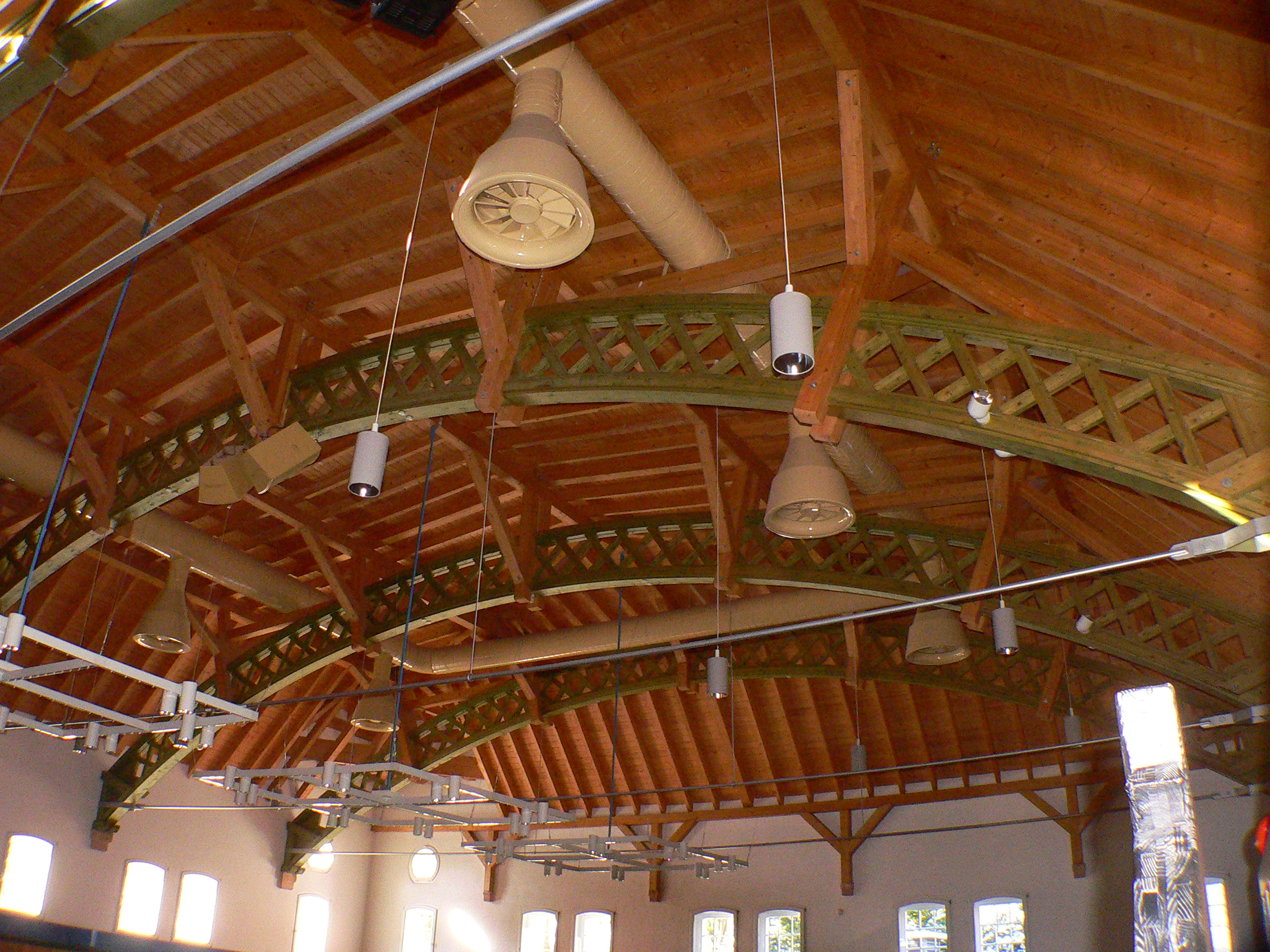
乗馬ホールの天井
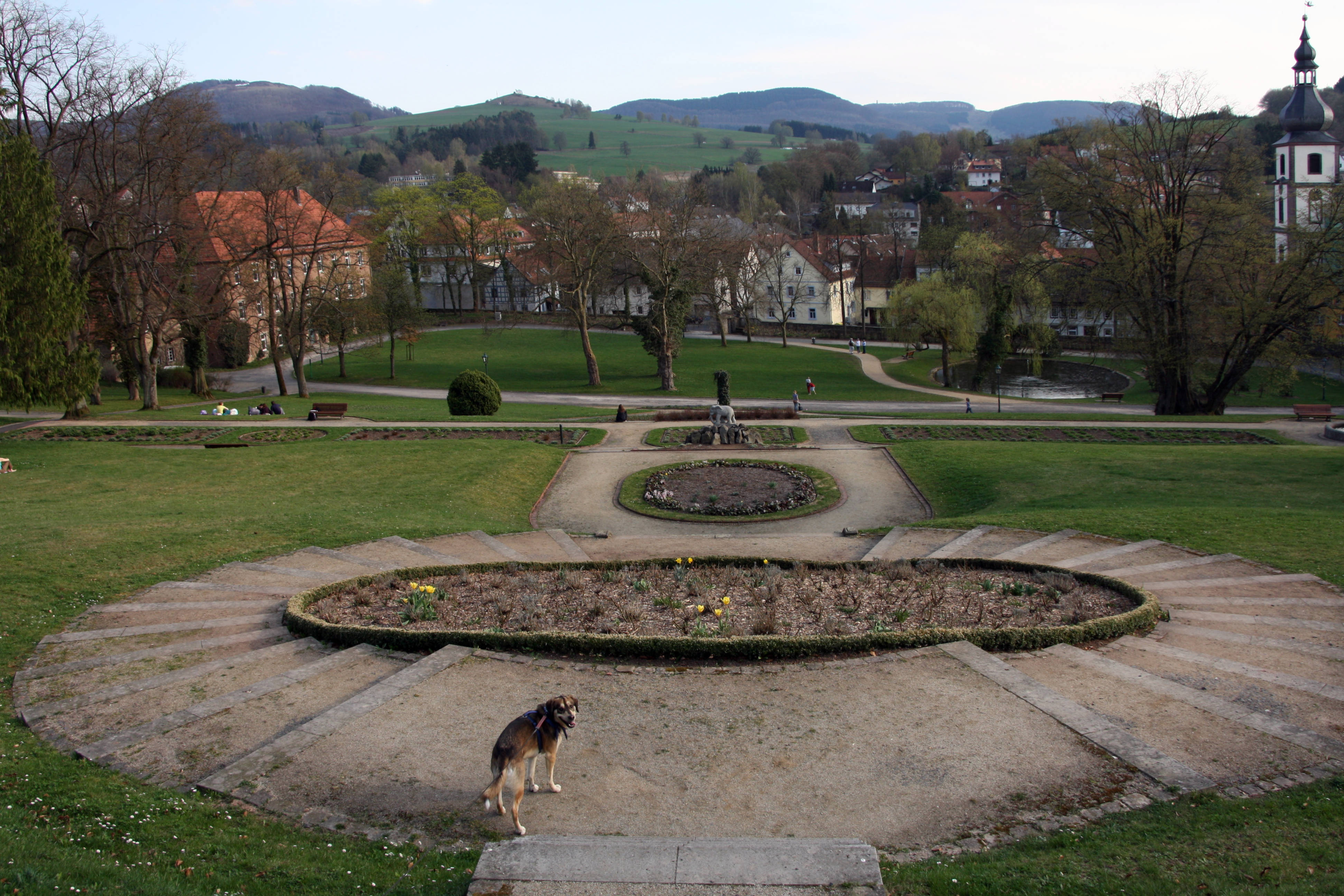
城館庭園越しに旧市街を望む
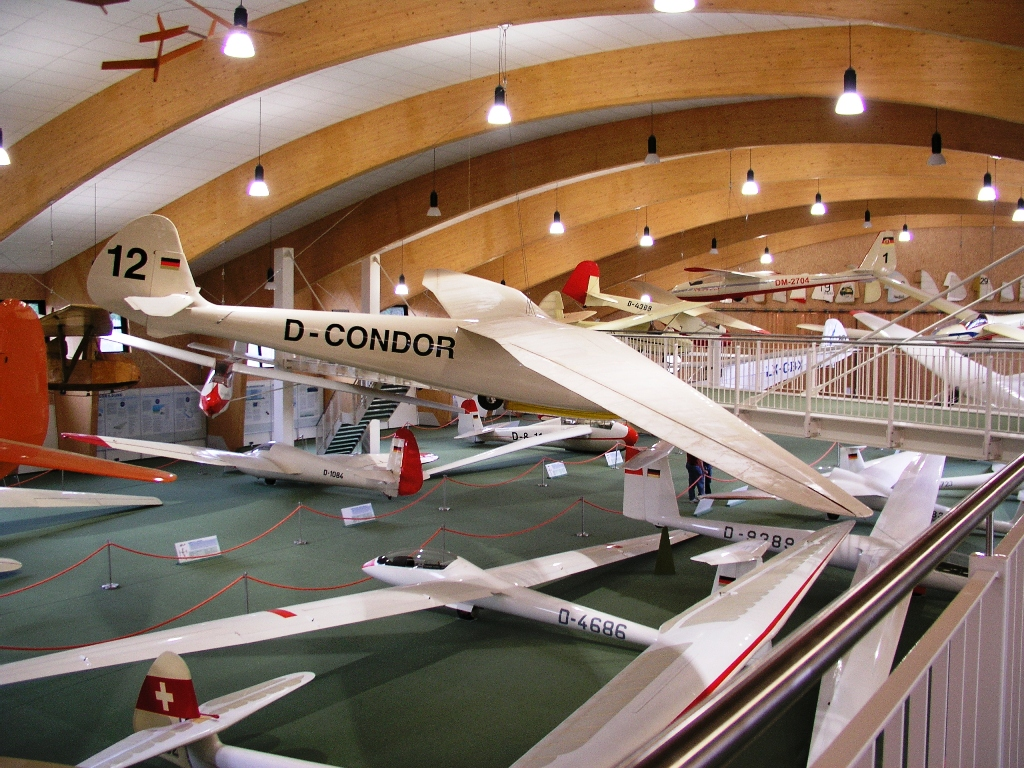
ドイツ滑空博物館

## 経済と社会資本

### 経済
ゲルスフェルト住民の最も重要な収入源は前世紀までは農業であった。それは天然の地下資源が比較的乏しく、大都市の中心から遠く離れているため商業、鉱業や、それに続く工業がわずかしかなかったためである。ゲルスフェルトでは現在も、集約的な乳牛飼育による専業農家が比較的多く存在している。
農林業従事者の比率は、現在、2 % 以下である。50 % 以上が従事する第三次産業が、街の就労構造の主要部分を占めている。雇用者の多くが、接客・宿泊業に従事している。約 1/3 が第二次産業に携わっている。

### 観光業
田舎の風情、人里離れた感覚、魅力的な温暖な気候がこの地域の長所であり、観光に有益である。6軒のホテル、多くのペンション、1ダース以上の民宿が静養に用いられている。昔ながらの散策、滑空、スキーの他に、クライミング、マウンテンバイク、テニスなどを楽しむことができる。
ヘッセン広域自転車道 R1号線（フルダ自転車道）がこの街を通り、ホーエローツコプフとヴァッサークッペとを結ぶ自転車道であるギプフェルルートはこの街を起点とする。
市立ホールでは1989年から毎年10月にドイツ爬虫類学およびテラリウム協会の有尾類部会が開催される。

### 交通

#### 鉄道
ICEへの接続など全国的な鉄道網への接続は、フルダで行う。フルダからゲルスフェルトへは、レギオナルバーンが通じている。支線のフルダ - ゲルスフェルト線は1997年に約1200万ユーロを費やして補修が行われ、レーン山地で定期的に運行されている最後の鉄道路線である。

#### 道路
この街を連邦道 B279号線が通っている。この道路は、西側はフルダおよび連邦アウトバーン A7号線に、南東側はバイエルン州ビショフスハイム・アン・デア・レーンに接続する。ゲルスフェルトで連邦道 B279号線から B284号線が分岐し、北西方向のエーレンベルク (レーン) で B278号線に接続する。

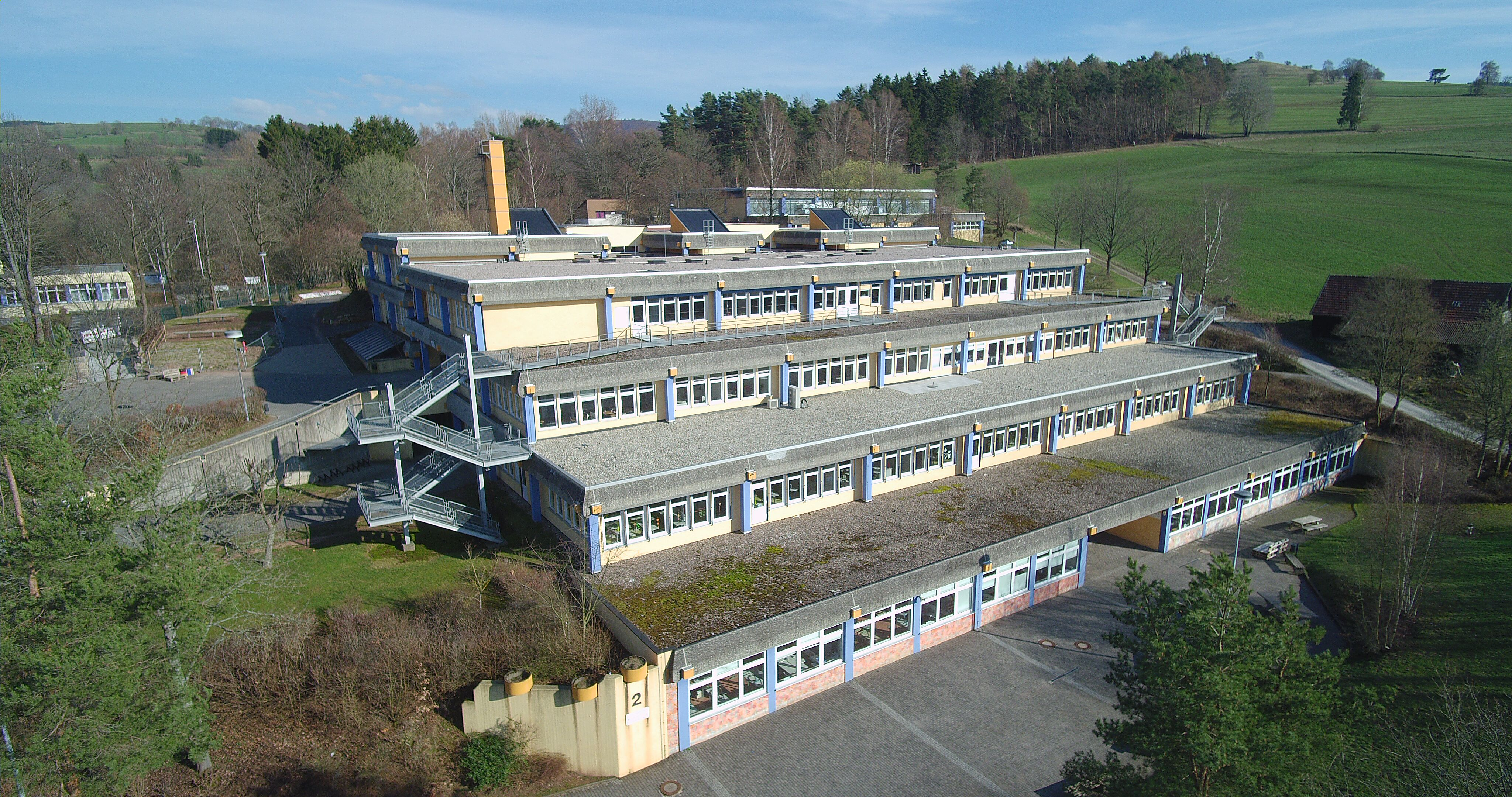
レーンシューレ

### 教育
ゲルスフェルトには、3つの学校が集まっているゲルスフェルト学校センターがある。基礎課程学校のオットー＝リリエンタール＝シューレ、養護学校のアンネ＝フランク＝シューレ、共同型総合学校のレーンシューレ・ゲルスフェルトがその3校である。レーンシューレはヘッセンスキー連盟 (HSV) の公式なスキー養成センターである。

## 人物

### 出身者
- ヘルムート・ビーラー（1940年 - 2019年）作曲家
- フーベルトゥス・プリムス（1955年 - ）ヴァーレンテスト（ドイツ語版、英語版）代表

## 関連図書
- Gabriele Primus (1980). Führer durch Gersfeld und Umgebung. 2. Fulda
- Hessische Bibliographie の Gersfeld 関連文書

これらの文献は、翻訳元であるドイツ語版の参考文献として挙げられていたものであり、日本語版作成に際し直接参照してはおりません。